# Tragédia do Cine Oberdan
A Tragédia do Cine Oberdan faz referência a uma calamidade ocorrida em 10 de abril de 1938, naquele que era então um dos principais cinemas da região central de São Paulo, capital do estado homônimo, no Brasil. 
Trata-se de um caso de alarme falso de incêndio que vitimou trinta crianças e um adulto, enquanto tentavam desesperadamente fugir do edifício. É considerada assim a maior tragédia infantil da cidade. 
Era tarde de domingo e a sessão exibia o filme Criminosos do Ar, de 1937.

## Histórico
O Cine Oberdan foi inaugurado no ano de 1929, como Theatro Oberdan. Projetado pelo imigrante italiano Augusto Marchesini para a Sociedade Italiana de Mútuo Socorro Guglielmo Oberdane, localizava-se na esquina das ruas Saião Lobado com Chavantes, hoje Ministro Firmino Whitaker, no Brás. Parte dos custos foi bancada pelo Conde Francesco Matarazzo, presidente honorário da entidade. 
O prédio era decorado com azulejos portugueses no teto e estátuas no hall. A sala foi preparada para 1 600 pessoas e seu nome homenageava o anarquista italiano Guglielmo Oberdan. Posteriormente foi vendido para a Empresa Teatral Paulista.
Segundo relatos, no dia dos fatos, durante a exibição do filme, alguém entre os espectadores teria gritado "fogo!", o que gerou inúmeras controvérsias. O alarme falso colocou a plateia em pânico, que correu buscando a saída. Porém, a única porta do prédio e as duas escadarias de acesso ao andar superior eram estreitas e não comportavam o fluxo de pessoas, assim muitos foram pisoteados e esmagados. O socorro chegou em seguida, mas alguns dos que foram levados à Santa Casa de São Paulo não resistiram. No total, trinta menores de idade e um adulto faleceram. 
A vítima maior de idade era Maria Pereira, que tinha 45 anos e morreu ao salvar sua filha, Joana, com menos de um ano de idade.

## Luto e repercussão
O evento causou comoção em São Paulo, que  tinha cerca de um milhão de habitantes. Multidões acompanharam o velório das vítimas, realizado no então "Cemitério do Brás", atual Cemitério da Quarta Parada, onde vinte das vítimas foram sepultadas. Seis dos falecidos foram enterrados no Cemitério da Penha, três no Cemitério do Araçá e dois no Cemitério de Itaquera.
A notícia teve repercussão mundial, com telegramas de solidariedade de países como Itália, Cuba e Peru. A cidade decretou três dias de luto oficial e operários das fábricas foram convidados a enviar comissões para os eventos fúnebres.

## Medidas posteriores
Após a tragédia, o governo federal determinou que escolas de todo país realizassem treinamentos de incêndio e dicas para momentos de pânico. Medidas de segurança foram adotadas em salas de cinema e teatros. 

## Investigações
Muitos boatos passaram a circular sobre o que gerou o equívoco. Um deles dava conta de que em uma das cenas do filme, dois aviões se chocaram, fazendo com que alguém gritasse "fogo!", mas isso foi desmentido. 
Posteriormente, chegou-se à conclusão de que um menino foi ao banheiro, mas como as luzes não funcionavam utilizou fósforos para atear fogo em algumas folhas de jornal para iluminar o espaço. Como deixou a porta entreaberta, algumas pessoas viram chamas e fumaça,  sentiram cheiro de queimado e entrando em desespero, contaminando os demais. A multidão correu em direção à única saída, uma porta de ferro, que estava trancada. As crianças morreram pisoteadas.
A reportagem do Correio Paulistano narrou que um jornal parcialmente queimado foi encontrado em uma das cabines de banheiro do cinema.
“Junto a elle [o jornal queimado] estava uma calça de menino, e a suposição creada é a de que esse pequeno tivesse estado ali, firmando, e tivesse queimado o jornal proposital ou accidentalmente. Teria sido essa a fumaça que toldou a tela, justamente quando na fita o avião se incendiou", afirmou a publicação.

## Vítimas
Relação das vítimas fatais:
- Adelino Fontes (tinha 15 anos e residia no bairro de Itaquera)
- Antônio Della Paschoa (tinha 10 anos e residia na rua Barão de Ladário, 270)
- Antônio Bonifácio (tinha 13 anos e residia na rua Maria Carlota, 6)
- Aparecido Bertolato (tinha 15 anos e residia na rua Müller, 23)
- Armando Alegre (tinha 15 anos e residia na rua Oriente, 31)
- Armando Vavá (tinha 8 anos e residia na rua Coronel Cintra, 67)
- Enrico Mandorino (dados desconhecidos)
- Ferdinando Machado (tinha 14 anos e residia na rua Coronel Machado, 105)
- Francisco Trento (tinha 13 anos e residia na rua Claudino Pinto, 167)
- Jayme Sallinas Gonçaves (tinha 10 anos e residia na rua Rio Bonito, 22)
- João Fontes  (dados desconhecidos)
- Joaquim de Souza (tinha 13 anos e residia na rua Ricardo Gonçalves, 70)
- José (tinha 14 anos e residia na avenida Celso Garcia, 1130)
- José Moreno (tinha 11 anos e residia na rua Santa Rita, 382)
- Maria Pereira (tinha 45 anos e residia em Guarulhos)
- Mário da Conceição (tinha 16 anos e residia na rua Coimbra, 39)
- Miguel (tinha 12 anos e residia na Travessa Particular, 12)
- Miguel Garcia (tinha 13 anos e residia na rua Durvalina, 6)
- Milton Casale (tinha 12 anos e residia na rua Celso Garcia, 221 – casa 10)
- Nelson Paulo de Souza (tinha 10 anos e residia na rua Oriente, 599)
- Nicola Del Poso (tinha 12 anos e residia na rua Almeida Lima, 171)
- Orlando (tinha 11 anos e residia na rua Rio Bonito, 58)
- Placidio Rubinho (tinha 9 anos e residia na rua Claudino Pinto, 167)
- Rubens (tinha 14 anos e residia na rua Coimbra, 43-B)
- Salvador Aurungo (tinha 11 anos e residia na rua Visconde de Parnaíba, 1993)
- Waldermar Silva (tinha 11 anos e residia na rua Oriente, 567)
- Waldomiro Lima (tinha 12 anos e residia na rua Itaquera, 8)
- Walter Pricoli e seu irmão Pedro Pricoli (tinham 12 e 8 anos, respectivamente, e residiam na rua Maria Joaquina, 90)
- Waltuir Gonçalves (tinha 17 anos e residia na rua Carlos de Campos, 82)
- Vítima desconhecida

## O Edifício
O estabelecimento foi interditado por um breve período e retornou à atividade após mudanças nas regras de funcionamento das salas de cinemas paulistas, como a proibição de trancar as portas, implementação de saídas de emergência, maior rigor na iluminação de corredores e na capacidade de público. Permaneceu em atividade até o final da década de 1960, quando foi fechado e vendido.

Em 1972 foi  transformado numa filial das Lojas Zelo. Até os dias de hoje está em funcionamento e mantém boa parte do visual arquitetônico original.